# ندوم اونوها
چیندوم «ندوم» اوناها (انگلیسی: Chinedum "Nedum" Onuoha؛ زادهٔ ۹ مارس ۱۹۸۳) بازیکن فوتبال پیشین اهل نیجریه است.
از باشگاه‌هایی که در آن بازی کرده‌است می‌توان به منچستر سیتی، ساندرلند، کویینز پارک رنجرز و رئال سالت لیک اشاره کرد.